# 埃万耶洛斯·韦尼泽洛斯

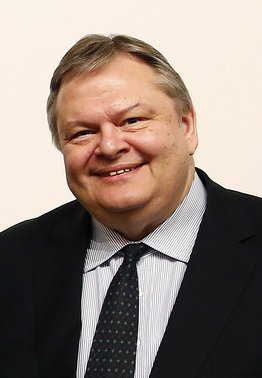
埃万耶洛斯·韦尼泽洛斯，2014

埃万耶洛斯·韦尼泽洛斯（希臘語：Ευάγγελος Βενιζέλος，發音：[eˈvaɲɟeloz veniˈzelos]；1957年1月1日—），希腊政治人物，为泛希腊社会主义运动成员。他曾任文化部长、国防部长、财政部长、副总理等职。2012年3月18日当选泛希臘社會運動黨主席。

## 个人生平
韦尼泽洛斯生于塞萨洛尼基，1980年，研究生毕业于巴黎第二大学，获得塞萨洛尼基亚里士多德大学博士学位。

## 政治生涯
- 交通通讯部长, 1995-09-15 - 1996-01-22;
- 司法部长, 1996-01-22 - 1996-09-05;
- 文化部长, 1996-09-25 - 1999-02-19;
- 发展部长, 1999-01-19 - 2000-04-13;
- 文化部长, 2000-11-21 - 2004-03-10;
- 国防部长，2009年10月7日-2011年6月17日
- 财政部长，2011年6月17日-2012年3月21日
- 副总理，  2011年6月17日-2012年3月21日[2]